# جان بيير هاينيري
جان بيير هاينيري (بالفرنسية: Jean-Pierre Haigneré)‏ (و. 1948 – م) هو رائد فضاء من فرنسا . ولد في باريس .
وهو عضو في Académie de l'air et de l'espace .

## ريادة الفضاء
شارك في المهمات الفضائية:
- Soyuz TM-29
- Soyuz TM-16
- Soyuz TM-17.

## التعليم
تعلم في School of the Air

## جوائز
حصل على جوائز منها:
- قائد وسام جوقة الشرف
- Order of Courage
- Order for Personal Courage
- فارس وسام الاستحقاق الوطني
- Medal "For Merit in Space Exploration".